# David Roberts (ishockeyspelare)
David Lance Roberts, född 28 maj 1970, är en amerikansk före detta professionell ishockeyforward som tillbringade fem säsonger i den nordamerikanska ishockeyligan National Hockey League (NHL), där han spelade för St. Louis Blues, Edmonton Oilers och Vancouver Canucks. Han producerade 53 poäng (20 mål och 33 assists) samt drog på sig 85 utvisningsminuter på 125 grundspelsmatcher.
Han spelade också för EV Zug i Nationalliga A (NLA); Eisbären Berlin i Deutsche Eishockey Liga (DEL); Worcester Icecats och Syracuse Crunch i American Hockey League (AHL); Peoria Rivermen, Michigan K-Wings och Grand Rapids Griffins i International Hockey League (IHL) samt Michigan Wolverines i National Collegiate Athletic Association (NCAA).
Roberts draftades av St. Louis Blues i sjätte rundan i 1989 års draft som 114:e spelaren totalt.
Efter spelarkarriären har han arbetat inom finansmarknaden och har drivit ishockeyskola i Ann Arbor i Michigan.
Han är son till Doug Roberts och brorson till Gordie Roberts, båda spelade i NHL under sina ishockeykarriärer.

## Statistik
| 1986–1987   | Avon Old Farms Winged Beavers |             | 17  | 6  | 9   | 15  | —   | —  | — | —  | —  | —  |
| 1987–1988   | Avon Old Farms Winged Beavers |             | 25  | 18 | 39  | 57  | —   | —  | — | —  | —  | —  |
| 1988–1989   | Avon Old Farms Winged Beavers |             | 25  | 28 | 48  | 76  | —   | —  | — | —  | —  | —  |
| 1989–1990   | Michigan Wolverines           | NCAA        | 42  | 21 | 32  | 53  | 46  | —  | — | —  | —  | —  |
| 1990–1991   | Michigan Wolverines           | NCAA        | 43  | 26 | 45  | 71  | 44  | —  | — | —  | —  | —  |
| 1991–1992   | Michigan Wolverines           | NCAA        | 44  | 16 | 42  | 58  | 68  | —  | — | —  | —  | —  |
| 1992–1993   | Michigan Wolverines           | NCAA        | 40  | 27 | 38  | 65  | 40  | —  | — | —  | —  | —  |
| 1993–1994   | St. Louis Blues               | NHL         | 1   | 0  | 0   | 0   | 2   | 3  | 0 | 0  | 0  | 12 |
|             | Peoria Rivermen               | IHL         | 10  | 4  | 6   | 10  | 4   | —  | — | —  | —  | —  |
|             | USA:s herrlandslag            |             | 49  | 17 | 28  | 45  | 68  | —  | — | —  | —  | —  |
| 1994–1995   | St. Louis Blues               | NHL         | 19  | 6  | 5   | 11  | 10  | 6  | 0 | 0  | 0  | 4  |
|             | Peoria Rivermen               | IHL         | 65  | 30 | 38  | 68  | 65  | —  | — | —  | —  | —  |
| 1995–1996   | St. Louis Blues               | NHL         | 28  | 1  | 6   | 7   | 12  | —  | — | —  | —  | —  |
|             | Worcester Icecats             | AHL         | 22  | 8  | 17  | 25  | 46  | —  | — | —  | —  | —  |
|             | Edmonton Oilers               | NHL         | 6   | 2  | 4   | 6   | 6   | —  | — | —  | —  | —  |
| 1996–1997   | Vancouver Canucks             | NHL         | 58  | 10 | 17  | 27  | 51  | —  | — | —  | —  | —  |
| 1997–1998   | Vancouver Canucks             | NHL         | 13  | 1  | 1   | 2   | 4   | —  | — | —  | —  | —  |
|             | Syracuse Crunch               | AHL         | 37  | 17 | 22  | 39  | 44  | 5  | 2 | 1  | 3  | 2  |
| 1998–1999   | Michigan K-Wings              | IHL         | 75  | 32 | 38  | 70  | 77  | 4  | 1 | 2  | 3  | 2  |
| 1999–2000   | EV Zug                        | NLA         | 40  | 15 | 21  | 36  | 100 | 11 | 3 | 4  | 7  | 16 |
| 2000–2001   | Grand Rapids Griffins         | IHL         | 72  | 27 | 36  | 63  | 47  | 10 | 1 | 2  | 3  | 8  |
| 2001–2002   | Eisbären Berlin               | DEL         | 54  | 23 | 28  | 51  | 76  | 4  | 1 | 3  | 4  | 4  |
| 2002–2003   | Eisbären Berlin               | DEL         | 46  | 19 | 30  | 49  | 95  | 9  | 1 | 2  | 3  | 16 |
| 2003–2004   | Eisbären Berlin               | DEL         | 29  | 12 | 13  | 25  | 28  | 11 | 3 | 9  | 12 | 10 |
| NHL totalt  | NHL totalt                    | NHL totalt  | 125 | 20 | 33  | 53  | 85  | 9  | 0 | 0  | 0  | 16 |
| DEL totalt  | DEL totalt                    | DEL totalt  | 129 | 54 | 71  | 125 | 199 | 24 | 5 | 14 | 19 | 30 |
| AHL totalt  | AHL totalt                    | AHL totalt  | 59  | 25 | 39  | 64  | 90  | 5  | 2 | 1  | 3  | 2  |
| IHL totalt  | IHL totalt                    | IHL totalt  | 222 | 93 | 118 | 211 | 193 | 14 | 2 | 4  | 6  | 10 |
| NCAA totalt | NCAA totalt                   | NCAA totalt | 169 | 90 | 157 | 247 | 198 | —  | — | —  | —  | —  |

### Internationellt
| Källa:        | Källa:        | Källa:        |         | Utv = Utvisningsminuter | Utv = Utvisningsminuter | Utv = Utvisningsminuter | Utv = Utvisningsminuter | Utv = Utvisningsminuter |
| År            | Lag           | Mästerskap    | Matcher | Mål                     | Assists                 | Poäng                   | Utv                     |                         |
| ------------- | ------------- | ------------- | ------- | ----------------------- | ----------------------- | ----------------------- | ----------------------- | ----------------------- |
| 1994          | USA           | OS            | 8       | 1                       | 5                       | 6                       | 4                       |                         |
| Senior totalt | Senior totalt | Senior totalt | 8       | 1                       | 5                       | 6                       | 4                       |                         |